# Салов, Валерий Борисович
Вале́рий Бори́сович Са́лов (род. 26 мая 1964, Вроцлав) — российский шахматист, международный гроссмейстер (1986).

## Биография
Научился играть в шахматы в восьмилетнем возрасте. Занимался в шахматной школе Ленинградского Дворца пионеров. Среди его тренеров — Виктор Шерман, Владимир Зак, Ефим Столяр, Павел Кондратьев, Михаил Пукшанский и Сергей Ионов. Окончил экономический факультет Ленинградского государственного университета. Выступал за команду спортивного общества «Буревестник». Мастер спорта СССР с 1979 года.
Занял третье место в личном первенстве СССР среди юношей (Даугавпилс, 1979). Победитель чемпионата мира по шахматам среди кадетов до 17 лет (Гавр, 1980). В чемпионате мира среди юниоров до 20 лет финишировал вторым (Бельфор, 1983). На молодёжных чемпионатах Европы: Гронинген (1981/82) — 4-е; Гронинген (1983/1984) — 1-е места. Во Всесоюзном турнире молодых мастеров (Юрмала, 1983) — 2—5-е места. С 1984 года международный мастер, в 1986 становится гроссмейстером.
Разделил 1—2-е места в 54-м чемпионате СССР (Минск, 1987). По итогам дополнительного матча в Вильнюсе золотой медали удостоился Александр Белявский. На следующем чемпионате в Москве поделил 3—4-е места с Артуром Юсуповым. В составе сборной СССР стал победителем командного чемпионата Европы (Хайфа, 1989). На международных турнирах: мемориал Котова (1984) — 2-е; Рейкьявик (1986) — 2—8-е; турнир, посвященный 70-летию Великой Октябрьской социалистической революции (Ленинград, 1987) — 3—6-е; Кубок мира (Брюссель, 1988) — 2-е, (Барселона, 1989) — 3-е; Линарес (1990) — 3-е; Амстердам (1991) — 1—2-е (1-е по дополнительным показателям; впереди Н. Шорта, Г. Каспарова и А. Карпова); Вейк-ан-Зее (1992) — 1—2-е; Тилбург (1994) — 1-е; турнир в честь 60-летия Льва Полугаевского (Буэнос-Айрес, 1994) — 1-е; Вейк-ан-Зее (1997) — 1-е; Дос-Эрманас (1997) — 3—4-е места. В Кубке мира розыгрыша 1988-89 годов занял 3-е место позади Г. Каспарова и А. Карпова.
Неоднократно участвовал в отборочных циклах чемпионатов мира. В межзональном турнире в Сираке (1987) поделил 1—2-е места с Йоханом Хьяртарсоном и получил право на участие в матчах претендентов. В 1/8 финала встретился в матче с Яном Тимманом (Сент-Джон, 1988) и проиграл ему со счетом 2,5:3,5 (+0, −1, =5). Следующий межзональный турнир в Маниле (1990) был вынужден покинуть в связи с болезнью. В Биле (1993) поделил 2—9-е места, пропустив вперед лишь Бориса Гельфанда. В матчах претендентов обыграл Александра Халифмана (Вейк-ан-Зее, 1994) и Тиммана (Сангинагар, 1994), затем в полуфинале уступил Гате Камскому (Сангинагар, 1995).
В качестве секунданта помогал Анатолию Карпову, позднее — Алексею Широву. Тренировал женскую сборную Индии во время Олимпиады 2000.
В 1992 году по предложению испанского шахматного мецената Луиса Рентеро Салов переехал жить в пригород Мадрида. Обрадованные переездом известного гроссмейстера, организаторы турниров в Испании стали украшать столик Валерия испанским флагом, несмотря на то, что официально Салов продолжал оставаться членом Российской шахматной федерации. Из вежливости Салов не отказывал организаторам. Это вызвало недовольство Гарри Каспарова, который публично возмутился, что Салов «меняет флаги, как галстуки», в России играет под российским флагом, а в Испании — под испанским. В ответ на командном чемпионате Франции 1993 года Салов отказался от рукопожатия с Каспаровым.  Данный конфликт двух высокорейтинговых гроссмейстеров привёл к проблемам с формированием составов турниров высшей категории, вскоре Салова перестали приглашать на соревнования с высоким призовым фондом. В 1998 году на волне противостояния с Каспаровым Салов избирался президентом недолго существовавшего «Всемирного совета игроков-шахматистов». 
Салов — приверженец теории глобального заговора в элитных шахматах. В середине 1990-х годов, когда некоторые недобросовестные шахматисты стали незаметно использовать в ходе партии портативные компьютеры и программы, Салов пытался бороться с читерством в шахматах. С 2000 года Салов не участвует в официальных шахматных соревнованиях. Увлекается велосипедом.

## Изменения рейтинга
| Графики недоступны из-за технических проблем. См. информацию на Фабрикаторе и на mediawiki.org. |